# Tullio Levi-Civita

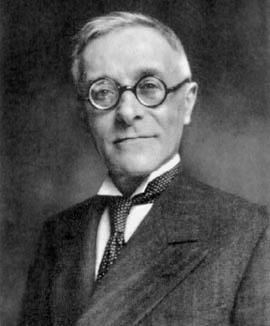
Levi-Civita

Tullio Levi-Civita (ur. 29 marca 1873, zm. 29 grudnia 1941) – matematyk włoski. Laureat Medalu Sylvestera za rok 1922.
Znany głównie ze swych prac z rachunku tensorowego a także równań różniczkowych. Zajmował się także mechaniką ciał niebieskich, a zwłaszcza problemem trzech ciał. Na jego cześć nazwano symbol Leviego-Civity, zwany potocznie epsilonem z trzema indeksami lub symbolem permutacyjnym.